# Eufrozyna Timofiejewa
Eufrozyna (Jewfrosinija Timofiejewna Timofiejewa; ur. 1881 lub 1883 w Griaznym, zm. 5 listopada 1942) – posłusznica monasteru św. Aleksego w Moskwie, święta nowomęczennica.

## Życiorys
Pochodziła z rodziny chłopskiej z guberni smoleńskiej. Do monasteru św. Aleksego w Moskwie wstąpiła jako posłusznica w 1903. Nigdy nie złożyła wieczystych ślubów mniszych. Po likwidacji monasteru przez władze radzieckie w 1924 nadal mieszkała na jego terenie. Na życie zarabiała szyciem. Po sześciu latach została aresztowana pod zarzutem prowadzenia antyradzieckiej agitacji i w roku następnym skazana na trzyletnią zsyłkę do Kazachstanu.
W 1937 została aresztowana po raz drugi i skazana na dziesięć lat łagru. Zmarła w obozie Bamłag w 1942.
W 2006 Święty Synod Rosyjskiego Kościoła Prawosławnego ogłosił ją świętą mniszką męczennicą, jedną z Soboru Świętych Nowomęczenników i Wyznawców Rosyjskich.